# Puck (měsíc)

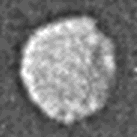
Měsíc Puck

Puck je jeden z vnitřních měsíců planety Uran, který ji obíhá ve vzdálenosti 86 010 kilometrů. Jeho hmotnost je 2,9×1018 kg. Doba jednoho oběhu měsíce kolem planety je 0,761 832 dne. Doba rotace je vázaná, tedy dosahuje stejné hodnoty jako doba oběhu.
Objeven byl 30. prosince 1985 na snímcích americké sondy Voyager 2 (Stephen P. Synnott). Jméno získal podle postavy skřítka ze hry Sen noci svatojánské od Williama Shakespeara.
Oběžná dráha Pucku leží mezi Uranovým prstencem a první Uranovým velkým měsícem Mirandou. Puck je přibližně kulovitého tvaru o průměru cirka 162 kilometrů. Má tmavý, krátery silně zbrázděný povrch, který také jeví známky přítomnosti vodního ledu. Jméno Puck navazuje na zvyklost pojmenovávat měsíce Uranu po postavách ze shakespearovských her.

## Objevování a pojmenování
Puck, největší z vnitřních měsíců Uranu, byl objeven pomocí snímků pořízených americkou vesmírnou lodí Voyager 2 30. prosince 1985. Prozatímně byl pojmenován S/1985 U1. Díky včasnému objevu mohla být ještě změněna snímkovací sekvence sondy a díky tomu máme i detailní fotografie měsíčku.
Později mu bylo dáno jméno podle postavy Puka, který se objevuje v Shakespearově dramatu Sen noci svatojánské. Puck je malý skřítek, který v noci cestuje s vílami kolem světa. Ve staré keltské mytologii a anglickém folklóru je Puck zlomyslný skřet obdobný křesťanským čertům.
Je taktéž označován jako Uranus XV.

## Fyzikální charakteristika
Puck je největší z malých vnitřních měsíců Uranu a jeho oběžná dráha leží v Mirandině orbitu. Jeho velikost je průměrná  a pohybuje se mezi velikostí Portie (druhý největší Uranův vnitřní měsíc) a Mirandou (nejmenší z klasických pěti velkých měsíců). Puckova oběžná dráha se nachází mezi prstencem Uranu a Mirandou. O Pucku toho mnoho nevíme, kromě jeho oběžné dráhy, poloměru, který je cirka 81 kilometrů, a jeho geometrického albeda (míra odrazivosti světla od povrchu) pohybující se kolem 0,11 %.
Ze všech měsíců objevených snímkovacím týmem Voyageru 2, pouze Puck byl objeven dost brzo na to, aby mohla být sonda (Voyager 2) naprogramována k pořízení několika detailnějších snímků. Snímky ukazují, že Puck má tvar mírně protáhlého sféroidu (poloměr mezi osami je 0,97 % s průměrnou odchylkou 0,04). Jeho povrch je mocně poset krátery a má šedavou barvu. Na povrchu se nachází tři pojmenované krátery z nichž největší měří přibližně 45 km v průměru. Díky pozorování Hubblovým teleskopem a největšími pozemskými teleskopy byly nalezeny znaky typické pro absorpci vodního ledu do Puckova spektra.
V současné době není známo nic o vnitřní struktuře Pucku. Možná je tvořena kombinací vodního ledu s tmavou látkou podobnou té, který byla nalezena ve prstencích. Tato tmavá látka pochází buď z kamenů, nebo radiací přeměněných organických sloučenin. Nepřítomnost kráterů s dopadovými rýhami naznačuje že povrch Pucku je uniformní, to znamená, že ledové a neledové části součásti nejsou odděleny od formujícího se jádra a povrchu.